# Höllviken och Ljunghusen
Höllviken och Ljunghusen – miejscowość (tätort) w Szwecji, w regionie administracyjnym (län) Skania, w gminie Vellinge.
Według danych Szwedzkiego Urzędu Statystycznego liczba ludności wyniosła: 14 889 (31 grudnia 2015), 15 522 (31 grudnia 2018) i 15 618 (31 grudnia 2019).